# Vi skall fara bortom månen
Vi skall fara bortom månen är en kristen sång skriven av Carl Öst, där tron beskrivs som viktigare än den då pågående Rymdkapplöpningen mellan USA och Sovjetunionen. Sången spelades in av honom själv på EP-skivan Carl Öst sjunger till gitarr som utkom 1966.
Den spelades också in av Fjugestapojkarna 1967 och av Donald Bergagård 1971
1979 spelade Jeja Sundström och Bengt Sändh in sången på albumet Sockerdrick svänska pekoral.
Den har också spelats in av Jard & Carina Samuelson.
Ett liveframförande av Larz-Kristerz togs 2012 med på videoalbumet Dansen inställd pga krogshow.
Inspelad av Georga som "Vi ska fara bortom månen" till albumet Rakt in i min famn 2014 

### Fotnoter
1. ↑  ”Carl Öst sjunger till gitarr”. Svensk mediedatabas. 11 mars 1966. http://smdb.kb.se/catalog/id/001472685. Läst 19 september 2014.
2. ↑  ”Det går en bönebro”. Svensk mediedatabas. 11 mars 1967. http://smdb.kb.se/catalog/id/001448653. Läst 19 september 2014.
3. ↑  ”Vi ska fara bortom månen”. Svensk mediedatabas. 11 mars 1971. http://smdb.kb.se/catalog/id/002452430. Läst 19 september 2014.
4. ↑  ”Sockerdrick svänska pekoral”. Svensk mediedatabas. 11 mars 1979. http://smdb.kb.se/catalog/id/001886077. Läst 19 september 2014.
5. ↑  ”En sång, en gång för längesen = Green, Green Grass of Home”. Svensk mediedatabas. 11 mars 2004. http://smdb.kb.se/catalog/id/001434054. Läst 19 september 2014.
6. ↑  ”Dansen inställd på grund av krogshow”. Svensk mediedatabas. 11 mars 2012. http://smdb.kb.se/catalog/id/002864792. Läst 20 september 2014.
7. ↑  ”Georga” (på engelska). georga.se. http://georga.se/album_audio. Läst 12 september 2019.